# 마잔티 에반트라
마잔티 에반트라(이탈리아어: Mazzanti Evantra)는 마잔티 오토모빌리에서 2013년부터 생산 중인 스포츠카이다.

## 문맥
2011년 루카 마잔티는 디자이너 Zsolt Tarnok의 지원을 받아 3년 동안 작업한 후 "에반트라" 프로젝트를 발표했다.2012년에 마잔티 오토모빌리는 1:1 규모의 모델을 실현하고 첫 번째 유닛의 건설을 시작했다. 에반트라의 최종 테스트는 Autodromo di Modena의 서킷에서 이루어졌다.그리고 2013년에 마잔티 에반트라는 Top Marques Monaco Show 동안 세계 초연으로 선보였으며 또한 쇼에서 언론을 통해 국제적인 노출을 얻었고 회사는 많은 가장 큰 국제 자동차 잡지에 의해 접촉되었다.2014년 소니 엔터테인먼트는 인기있는 운전 시뮬레이션 비디오 게임인 Driveclub에 에반트라의 상업적 판권 획득을 요청하며 자동차에 대한 관심을 드러냈다. 마잔티 오토모빌리의 전통인 에반트라라는 이름은 Etruscan 언어에서 파생되었으며 통일성과 영원성의 개념을 결합한다. 에반트라는 실제로 Etruscans가 불멸의 여신을 불렀던 이름이었다.

## 변형 차종

### 에반트라 771

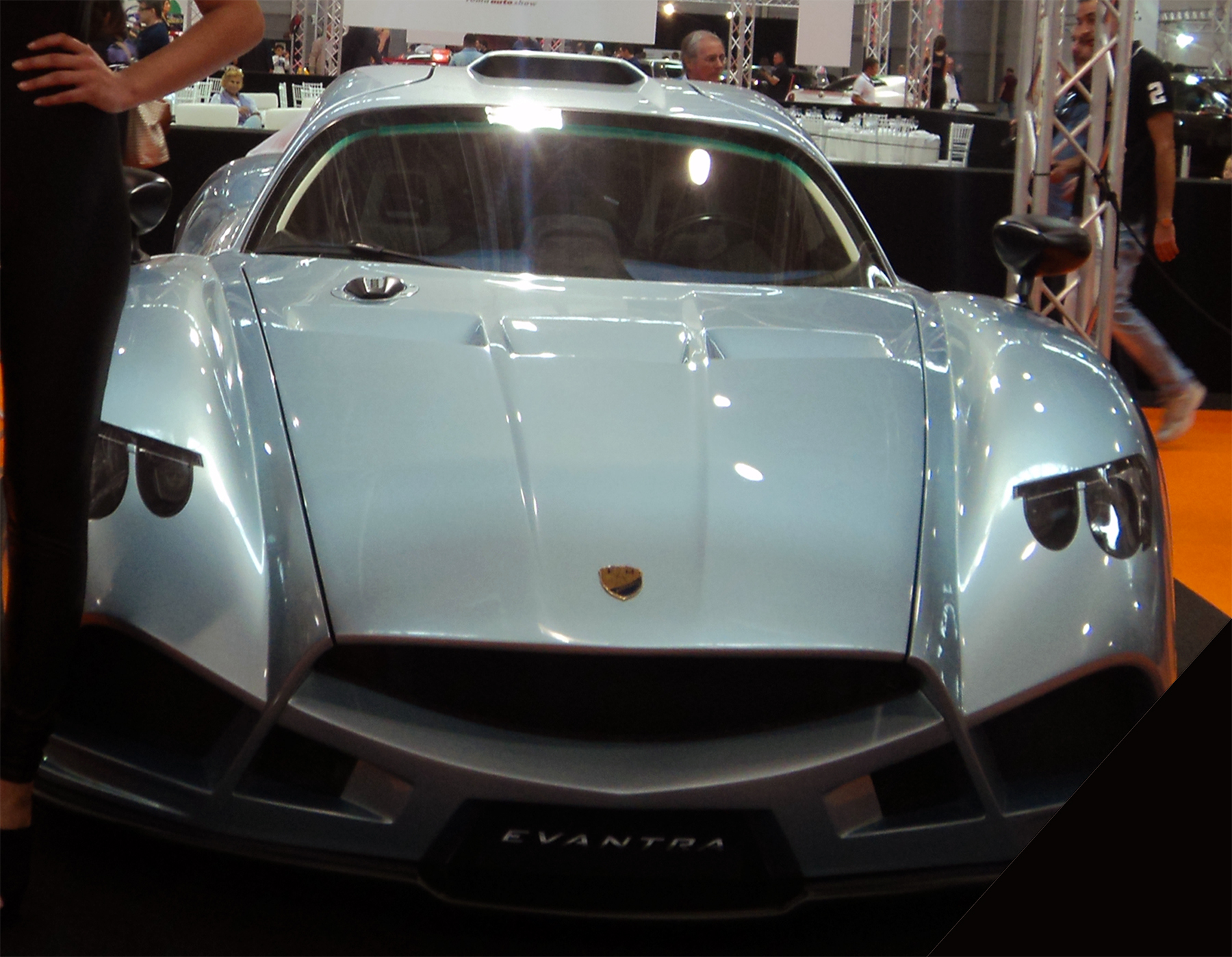
2016년 로마 오토쇼에서 공개된 에반트라 771

에반트라의 진화인 2016 볼로냐 모터쇼에서 공개되었다.기본 에반트라에 사용된 LS7은 추가 20hp를 생산하도록 수정되어 명명법이 지정되었으며 중간 엔진 레이아웃을 유지한다. 새로 수정된 엔진은 이제 7,700RPM에서 771 hp (782 PS; 575 kW)를, 6,890RPM에서 642 lb·ft (870 N·m) 생성한다.최고 속도는 209 mph (336 km/h)이고 0–60 mph (0–97 km/h)는 약 3초이다.동력은 후면에서 12 in (30 cm) x 20 in (51 cm), 후면에서 9.5 in (24 cm) x 20 in (51 cm)인 7단 시퀀셜을 통해 후면 경량 OZ 레이싱 휠로 전달되며 전면에는 각각 325/25R20 및 255/30R20 피렐리 피 제로가 장착되어 있다.제동력은 전방에 6피스톤 캘리퍼가 있는 360 mm (14.2 in) 로터와 후방에 4피스톤 캘리퍼가 있는 360mm(14.2인치) 로터에 의해 제공되며 카본 세라믹 브레이크는 옵션이다.4개 모서리의 MacPherson 스트럿은 승차감의 안정성을 담당하고 있다.판매는 2017년 봄에 시작되었으며 다른 모든 마잔티 모델과 마찬가지로 연간 5대의 생산으로 제한되었다.

#### 에반트라 781
771의 진화로 7.0L LS7을 이름에서 알 수 있듯이 781hp로 조정된 6.2L LT2인 Pura와 동일한 엔진으로 대체되었다. 엔진은 6,400RPM에서 781 hp (792 PS; 582 kW), 4,400RPM에서 969 N·m (715 lb·ft))를 생성한다. 서스펜션이 변경되어 MacPherson 스트럿을 앞바퀴와 뒷바퀴 모두에서 완전히 조정 가능한 더블 위시본 서스펜션으로 교체했다. 무게도 771에서 1,300 kg (2,866 lb)에서 1,350 kg (2,976 lb)으로 약간 증가했다. 781은 엔진 및 서스펜션 조정을 제외하고 771의 모든 것을 유지하고 내부는 기본 레이아웃을 유지하지만 고도로 사용자 정의할 수 있다.

### 에반트라 밀레카빌리

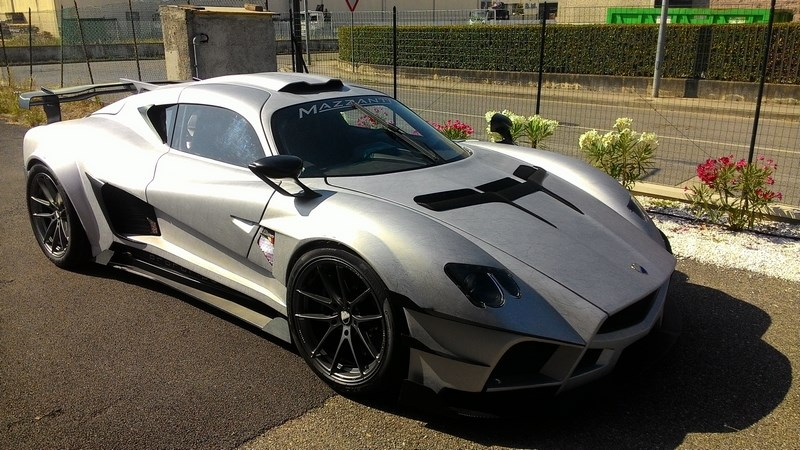
마잔티 에반트라 밀레카빌리

2013년 모나코에서 열린 탑 마르케스 쇼에서 공개되었다.7.0L LS7은 7.2L로 확대되었으며 한 쌍의 터보차저가 장착되어 현재 1,000 hp (1,014 PS; 746 kW)를 생산한다. 따라서 밀레는 천을 의미하고 카빌리는 말을 의미한다.

### 에반트라 퓨라
2021년 피렌체 비엔날레 예술제에서 공개되었다.6,300RPM에서 761 hp (772 PS; 567 kW), 4,300RPM에서 910 N·m (671 lb·ft)를 생성하는 슈퍼차저 6.2L LT2인 781과 엔진을 공유한다.

## 생산
이탈리아 토스카나주 폰테데라에서 생산하며,연간 최대 5대씩 생산된다.

## 비디오 게임에서의 등장
- 아스팔트 8: 에어본[23]
- 아스팔트 9: 레전드[24]
- CSR 레이싱 2[25]